# Yaldabaoth

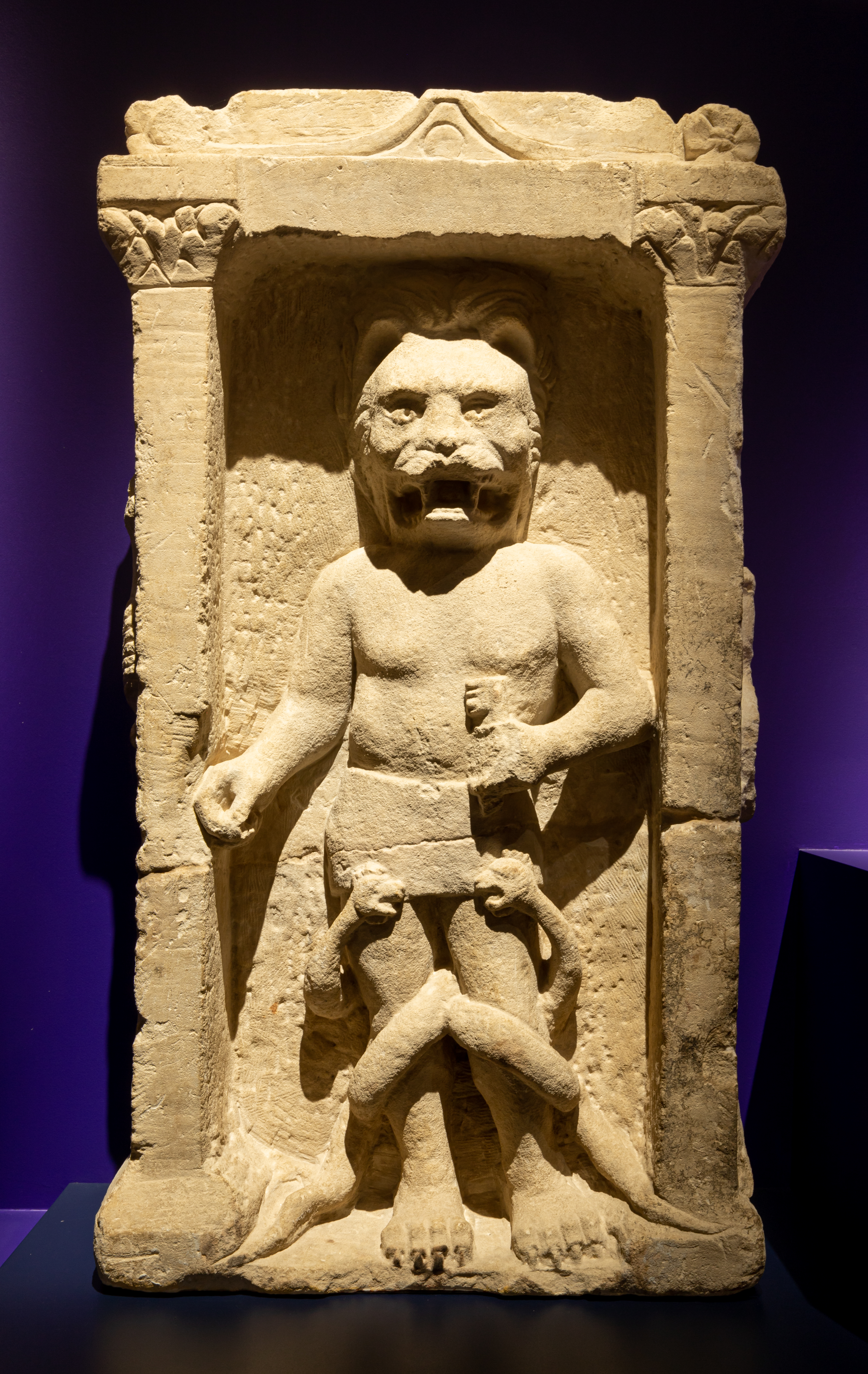
Altare con scultura dalla testa di leone.

Yaldabaoth, scritto anche Jaldabaoth o Ialdabaoth, è il nome del dio malvagio ricorrente in molte sette gnostiche cristiane, identificato col Demiurgo platonico e con lo Yahweh biblico. Raffigurato con testa di leone e corpo di drago, viene detto anche «Archigenitor», «Grande Arconte» o «Arrogante». Secondo la cosmogonia gnostica, egli fu generato da Sophia nella caduta di costei dal Pleroma. 

## Significato del nome

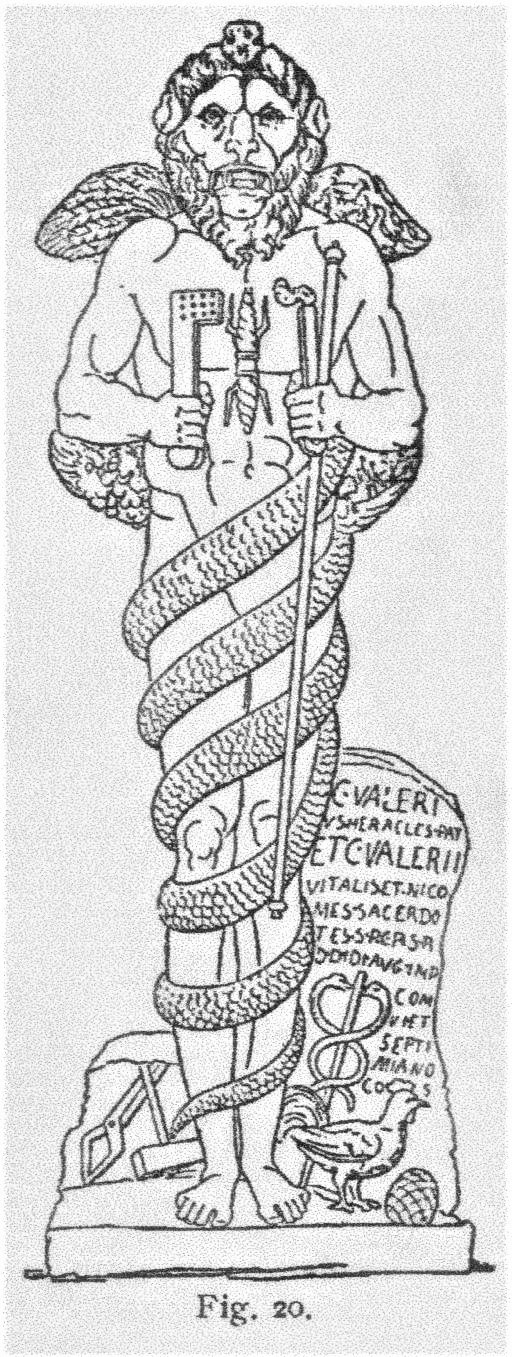
Rappresentazione del Demiurgo con una testa di leone ed il corpo avvolto da un serpente, nel mitreo di Valerio Ercole ad Ostia Antica, risalente al 190 d.C. (CIMRM 312)

L'etimologia del nome potrebbe significare "figlio del caos" oppure "padre delle forze celesti" (Sabaoth).
Gershom Scholem, studioso di cabala ebraica  e del misticismo ebraico ha infatti definito il nome Yaldabaoth come «un composto del participio attivo aramaico yaled ("generante") e il nome abaoth, che rappresenta una forma abbreviata di Sabaoth. Così Yaldabaoth significherebbe "colui che ha generato Sabaoth"».
Jaldabaoth viene menzionato negli scritti gnostici sethiani e ofiti. In particolare, nell'Apocrifo di Giovanni è il primo dei tre nomi dell'Arconte prepotente insieme a Saklas e Samael. In Pistis Sophia ha perso la sua aspirazione alla sovranità e, nelle profondità del caos, lui e 49 demoni stanno torturando anime malvagie in un flusso rovente di pece. 
Nel Vangelo apocrifo di Giuda appare come un angelo ribelle, situato nell'ipostasi degli Arconti.

## Caratteristiche
È l'equivalente del diavolo cattolico, nel senso che è il capo degli spiriti inferi; con la sostanziale differenza che non è il corruttore della creazione bensì il suo artefice, causa però solo del mondo materiale e non già di quello spirituale, che è invece emanazione del Re della Luce, o Ineffabile Dio trascendente.
È figlio di Sophia, la personificazione della saggezza nello gnosticismo, la quale, spinta da un desiderio insano, creò l'imperfetto Yaldabaoth. Costui generò altri sei arconti e diversi compagni.
Nell'atto della creazione, tuttavia, Jaldabaoth si svuotò di gran parte del suo più alto potere. Quando infatti egli soffiò l'anima nell'uomo, Sophia instillò in quest'ultimo la scintilla divina dello spirito, sottraendola a Jaldabaoth.
La stessa Sophia avrebbe inviato il Serpente tentatore di Adamo ed Eva, ma ritenuto anzi dagli gnostici un'entità positiva (come evidenziato dall'etimologia di Lucifero = «portatore di luce») perché elargitore agli uomini della conoscenza del Bene e del Male, che Jaldabaoth voleva invece precludere loro mantenendoli nell'ignoranza.
Oltre a Yahweh, viene associato anche al dio egizio Seth, e all'archetipo astrologico-planetario di Saturno, personificazione del Tempo.

## Nella cultura di massa
Nella serie Shin Megami Tensei appare come un demone ricorrente: in Shin Megami Tensei: Nine appare come boss finale del gioco; in Shin Megami Tensei: Strange Journey come boss in una quest New Game Plus; in Shin Megami Tensei IV come boss in una quest della route Chaos; in Persona 5, Yaldabaoth è il vero nome dell'entità che concede al protagonista il potere di interagire con il Metaverso, cioè la rappresentazione fisica della psiche degli abitanti di Tokyo, e il boss finale del gioco.
Nel videogioco Xenoblade Chronicles, basato sui principi dello gnosticismo, Yaldabaoth è il nome del Face di Egil, una non-divinità, mentre la divinità che assume il ruolo del demiurgo è Zanza, vero boss finale del gioco.
Nella serie Overlord, appare il personaggio di Jaldabaoth, nella saga The men in the Kingdom (light novel volumi 6 e 7). Il protagonista Momon si troverà a dover sfidare Jaldabaoth in una feroce battaglia. Jaldabaoth si scopre poi essere Demiourgos.
Nel manga UQ Holder!, Ialda Baoth è il nome del Mago del Principio, principale antagonista della saga, così come lo era stato in Negima.